# Maternidade Carmela Dutra
A Maternidade Carmela Dutra (MCD, conhecida como Carmela) é um hospital público de Florianópolis. Fundada em 03 de julho de 1955, a Carmela foi a primeira maternidade pública do estado de Santa Catarina.  O nome é uma referência a 17.ª Primeira-dama do Brasil, Carmela Teles Leite Dutra, a qual falecera anos antes, ainda durante o mandato de Eurico Gaspar Dutra.

## História
Até o início do século XX, a assistência ao parto acontecia no domicílio.  Foi em 1925 que o Governo de Santa Catarina, pelo Decreto n. 1832 de 31 de janeiro de 1925, criou a Maternidade de Florianópolis (posteriormente renomeada em homenagem ao Dr. Carlos Corrêa), sob a responsabilidade da Associação Irmão Joaquim. Em junho de 1926 começou a receber as primeiras parturientes, ainda que a data oficial de inauguração seja 06 de fevereiro de 1927.  Dado o crescimento populacional, foi inaugurada a segunda maternidade da cidade. A Maternidade Carmela Dutra recebeu esse nome em homenagem a Carmela Teles Leite Dutra, esposa do então presidente do Brasil, General Eurico Gaspar Dutra (1946-1951).  Embora tenha sido inaugurada em 03 de julho de 1955, os atendimentos iniciaram apenas em fevereiro do ano seguinte.  A MCD estava subordinada
à Secretaria de Saúde e Assistência Social, todavia, sua administração ficou sob responsabilidade das Irmãs da Divina Providência, sendo a Madre Superiora a Irmã Hortênsia. 

## Estrutura
Localizada no Centro de Florianópolis, a maternidade tem mais de 6.500 m² de área construída. Conta com mais de 500 funcionários e um corpo clínico que ultrapassa 100 profisionais. 

### Especialidades clínicas
Anestesiologia, Cardiologia, Ginecologia, Obstetrícia, Oncologia Ginecológica e Uroginecologia.

### Especialidades cirúrgicas
Ginecologia, Oncologia Ginecológica e Uroginecologia.

### Serviço de Apoio à Diagnose e Terapia
Fisioterapia, Fonoaudiologia, Nutrição, Psicologia, Serviço Social, Radiologia e Ultrassonografia.

### Associação de Voluntários da Saúde da Maternidade Carmela Dutra
A Carmela conta com o apoio de voluntários que, com orgulho e carinho, ajudam a humanizar o ambiente. Dentre outras atividades, organizam brechós, atividades religiosas e o auxiliam famílias carentes que são atendidas na Carmela. 

## Em números
Segundo a Secretaria de Estado da Saúde de Santa Catarina, na Carmela, foram realizados mesalmente em 2017: 
- Média de nascimentos: 320
- Média de atendimento na Emergência Externa: 1.941
- Média de atendimento ambulatório: 1.056
- Média de cirurgias realizadas: 158

O número total de nascimentos na maternidade é superior a 70 mil. 

## Atualidade
Em 2018, a MCD recebeu 74 novos equipamentos, entre eles: raio-x móvel, focos cirúrgicos, aparelhos de anestesia, oxímetros de mesa, berços aquecidos, aspiradores cirúrgicos, aparelhos de fototerapia LED e detectores fetais portáteis. 

## Prêmios e homenagens
- Em 28 de maio de 2013, recebeu o Prêmio Dr. Pinotti - Hospital Amigo da Mulher da Câmara dos Deputados. [5][6][7]
- Em 2014, o banco de leite recebeu o certificado de excelência na categoria Ouro da Fiocruz. [5] A MCD permanece como um centro credenciado da Rede Brasileira de Bancos de Leite Humano[8][9]